# Yahoo! Movies
Yahoo! Movies (anteriormente Upcoming Movies) fue un sitio web proveído por Yahoo! que albergaba una gran colección de información sobre películas, estrenos pasados y nuevos, avances y clips, información de taquilla, horarios e información sobre salas de cine. Lanzado el 12 de mayo de 1998, Yahoo! Movies también incluía fotografías de alfombra roja, galerías de actores y fotografías de producción. Los usuarios podían leer reseñas de críticos, escribir y leer reseñas de otros usuarios, obtener recomendaciones de películas personalizadas, comprar entradas de cine en línea y crear y ver listas de sus películas favoritas de otros usuarios.

## Cobertura especial
Yahoo! Movies dedicó una cobertura especial a los Premios Óscar con un sitio especial para los Óscar. El sitio de los Óscar incluía artículos, cobertura de espectáculos, una lista de los grandes ganadores de la noche, fotografías, vídeos y encuestas.
De 2002 a 2007, Yahoo! Movies albergó la sección "Adelantos de Greg sobre las próximas películas" (Greg's Previews of Upcoming Movies), una versión mejorada de Upcomingmovies.com, escrita por su creador, Greg Dean Schmitz.
Yahoo! Movies también lanzó guías especiales, como Summer Movie Guide, que contenía información sobre los principales estrenos del verano con avances y clips exclusivos, fotografías, información de taquilla, encuestas y contenido editorial único.
Además, Yahoo! Movies se asoció con MTV para albergar un sitio especial para los MTV Movie Awards, que presentaba información sobre el programa y una sección donde los usuarios podían enviar cortos originales que parodiaban las películas del año pasado para tener la oportunidad de ganar el nuevo premio, Best Movie Spoof.
El 25 de mayo de 2005, Yahoo! Movies comenzó a publicar recomendaciones de películas personalizadas.

## Cronología
- El 12 de mayo de 1998: Yahoo! anuncia el lanzamiento de Yahoo! Movies.[9]

- El 25 de mayo de 2005: Yahoo! Movies lanza recomendaciones de películas personalizadas.

- El 4 de julio de 2022: Yahoo! anuncia el cierre de Yahoo! Movies.